# 板湖镇
板湖镇，是中华人民共和国江苏省盐城市阜宁县下辖的一个乡镇级行政单位。下辖18个村，人口5.4万，总面积为72平方公里。

## 行政区划
板湖镇下辖以下地区：
板湖社区、孙合村、三鑫村、渠东村、陈徐村、南殷村、西崔村、沟北村、戚桥村、孔荡村、邵湛村、赵黄村、侉周村、郑朱村、河北村、蔡张村、前汪村和渠河村。